# 完额阎甲属
完额阎甲属（学名：Aulacosternus）为阎甲科的一个属。

## 下属物种
本属包括以下物种：
- Aulacosternus caledoniae (Fauvel, 1891)
- 完额阎甲 Aulacosternus zelandicus Marseul, 1853，锡兰完额阎甲